# Catagramma delmas
Catagramma delmas är en fjärilsart som beskrevs av Hans Fruhstorfer 1916. Catagramma delmas ingår i släktet Catagramma och familjen praktfjärilar. Inga underarter finns listade i Catalogue of Life.